# David Webster Flanagan
David Webster Flanagan (* 9. Januar 1832 in Cloverport, Breckinridge County, Kentucky; † 5. Mai 1924 in Henderson, Texas) war ein US-amerikanischer Politiker. Im Jahr 1871 war er kommissarischer Vizegouverneur des Bundesstaates Texas.

## Werdegang
David Flanagan war der Sohn von James W. Flanagan (1805–1887),  der US-Senator und ebenfalls Vizegouverneur von Texas war. Während des Bürgerkrieges diente er im Heer der Konföderation. Nach dem Krieg schlug er in Texas als Mitglied der Republikanischen Partei	eine politische Laufbahn ein und wurde in den Staatssenat gewählt. Nach dem Tod des President Pro Tempore und kommissarischen Vizegouverneurs Donald Campbell übernahm er 1871 diese beiden Ämter für kurze Zeit bis zum Ende der Legislaturperiode.
Im Jahr 1875 nahm Flanagan als Delegierter an einem Verfassungskonvent seines Staates teil. Zwischen 1897 und 1913 war er für die Steuerbehörde tätig. Im Verlauf von mehreren Jahrzehnten spielte er eine wichtige Rolle auf den Republican National Conventions. Flanagan war auch ein Pferde- und Viehzüchter im Rusk County. Er starb am 5. Mai 1924 in Henderson, wo er auch beigesetzt wurde.